# لر کوه
لر کوه (انگلیسی: Lor Koh) کوهی به ارتفاع ۲۴۹۲ متر در شرق شهر فراه در غرب افغانستان است. این کوه در سال ۱۹۷۹ به شرافت کوه (کوه افتخار) تغییر نام داد، این کوه به مردار کوه نیز نامیده می‌شود.

## تسخیر لر کوه
در رشته کوه لر که در بخش جنوب غربی جمهوری افغانستان در ولایت فراه می‌باشد، مجموعه‌ای از عملیات نظامی توسط نیروهای شوروی و نیروهای مسلح DRA برای تصرف این منطقه در طول جنگ افغانستان (۱۹۷۹-۱۹۸۹) بوده است. 

## اطلاعات بیشتر
لر کوه در جنوب شرقی شهر فراه در ۱۲ کیلومتری شاهراه قندهار - هرات و ۲۰ کیلومتری شاهراه دولت آباد - فراه قرار دارد. رشته کوهی مستطیل شکل در بالای فلات با ارتفاع ۱۵۰۰ متر با دامنه‌های کوهستانی و شیب‌دار که بیش از ۲۵۶ کیلومتر مربع را پوشش می‌دهد.  